# Miloš Klimek
Miloš Klimek (1924. május 20. – 1982. november 5.) – ismert még Kassai néven is  – csehszlovák válogatott labdarúgó.

## Pályafutása

### Klubcsapatokban
Klimek az 1942–1943-as élvonalbeli szezonban 29 mérkőzésen 12 gólt szerzett a Diósgyőri MÁVAG színeiben. 1945 és 1950 között a csehszlovák MFK Košice játékosa volt, 1948-ban egy rövid ideig az ATK Praha csapatában futballozott. 

### A válogatottban
1946 és 1959 között öt mérkőzésen két gólt szerzett a csehszlovák válogatottban. Tagja volt az 1948–1953-as Európa-kupa ezüstérmes csapatnak.

## Mérkőzései a csehszlovák válogatottban
| #  | Dátum                | Ellenfél     | Eredmény | Kiírás              | Esemény |
| -- | -------------------- | ------------ | -------- | ------------------- | ------- |
| 1. | 1946. szeptember 14. | Svájc        | 3 – 2    | barátságos mérkőzés | 53'     |
| 2. | 1946. szeptember 29. | Jugoszlávia  | 2 – 4    | barátságos mérkőzés | 90'     |
| 3. | 1948. május 23.      | Magyarország | 1 – 2    | Közép-európai kupa  |         |
| 4. | 1948. október 10.    | Svájc        | 1 – 1    | Közép-európai kupa  |         |
| 5. | 1949. március 23.    | Luxemburg    | 2 – 2    | barátságos mérkőzés |         |